# W. Jasper Blackburn
William Jasper Blackburn, född 24 juli 1820 i Arkansasterritoriet, död 10 november 1899 i Little Rock i Arkansas, var en amerikansk politiker (republikan). Han var ledamot av USA:s representanthus 1868–1869.
Blackburn tillträdde 1868 som kongressledamot och efterträddes 1869 av Frank Morey.